# Bismarck Barreto Faria
Bismarck Barreto Faria, född 17 september 1969 i Niterói i Brasilien, är en brasiliansk före detta fotbollsspelare.